# Salsk
Salsk (russisch Сальск) ist eine Kreisstadt mit 61.316 Einwohnern (Stand 14. Oktober 2010) in Russland in der Oblast Rostow.

## Geographie
Salsk liegt am Fluss Sredni Jegorlyk im Süden der Oblast Rostow, nahe den Verwaltungsgrenzen der Oblast zur Teilrepublik Kalmückien und zu den Regionen Stawropol und Krasnodar im Kaukasusvorland. Die Entfernung von Salsk bis zur Gebietshauptstadt Rostow am Don beträgt rund 180 km; die nächstgelegenen Städte sind Proletarsk (27 km nordöstlich) und Gorodowikowsk (54 km südöstlich).

## Geschichte
Salsk entstand an der Stelle eines Dorfes namens Juditschew, das in etwa 1812 gegründet wurde und anfangs vorwiegend von ehemaligen leibeigenen Bauern aus nördlicheren russischen Landen besiedelt worden war. 1849 wurde im Dorf erstmals eine Kirche errichtet und die Ortschaft zugleich in Woronzowo-Nikolajewskoje umbenannt.
1899 begann die Entstehung der eigentlichen Stadt, als an der neu verlegten Strecke Zarizyn–Tichorezk eine Bahnstation namens Torgowaja nebst zugehöriger Siedlung errichtet wurde. 1915 wurde von hier aus zusätzlich eine Nebenstrecke nach Bataisk verlegt, so dass die Stationssiedlung zu einem Knotenpunkt wurde. Hierdurch stieg die Bevölkerung des Ortes merklich an und es entstanden Eisenbahnwerkstätten und Lagerhäuser. 1926 wurden der Siedlung die Stadtrechte verliehen, gleichzeitig wurde sie Kreisstadt und erhielt ihren heutigen Namen, nach dem Fluss Sal.
In den 1930er Jahren entwickelte sich Salsk als wichtiges regionales Zentrum der verarbeitenden Industrie für landwirtschaftliche Produkte. Daneben entstanden hier Betriebe zur Herstellung von Maschinen für den Bedarf der Landwirtschaft. Nach dem Zweiten Weltkrieg, als Salsk vom Juli 1941 bis Januar 1943 von den deutschen Wehrmacht besetzt war und schwere Schäden davontrug, setzte sich diese Entwicklung weiter fort.

### Bevölkerungsentwicklung
| Jahr | Einwohner | Bemerkung                                                 |
| ---- | --------- | --------------------------------------------------------- |
| 1926 | 6.902     |                                                           |
| 1939 | 11.365    | sowie 14.171 Woronzowo-Nikolajewskoje (eingemeindet 1957) |
| 1959 | 35.964    |                                                           |
| 1970 | 50.197    |                                                           |
| 1979 | 57.003    |                                                           |
| 1989 | 61.088    |                                                           |
| 2002 | 61.775    |                                                           |
| 2010 | 61.316    |                                                           |

Anmerkung: Volkszählungsdaten

## Wirtschaft
Als Zentrum eines landwirtschaftlich geprägten Kreises verfügt Salsk in hohem Maß über Nahrungsmittelindustrie. Außerdem gibt es hier Textilfabriken sowie Betriebe der Baustoff- und der Möbelindustrie.

## Bildung und Kultur
Salsk besitzt eine Zweigstelle der Volkswirtschaftlichen Hochschule Rostow, außerdem hat die Stadt drei Theater und seit 1977 auch ein eigenes kleines Kunstmuseum.

## Söhne und Töchter der Stadt
- Olena Tscherewatowa (* 1970), Kanutin
- Natalja Sabolotnaja (* 1985), Gewichtheberin
- Kristina Sobol (* 1991), Gewichtheberin[2]
- Jelena Orjabinskaja (* 1994), Ruderin